# Sami Garam
Sami Garam (Helsinki, Finnország, 1967. október 31.) magyar származású finn szakács és író. Helsinkiben él. 
Sami arról ismert, hogy a televízióban és rádióban főzőműsora van, valamint még arról, hogy helsinki szlengre fordít le könyveket, főképp Donald kacsa történeteit.. Többször járt Budapesten is, főzött is egy budapesti szállodában. Magyarul már csak pár szót beszél.
Garam Károly (1941–) és Sirkka Saarikoski legidősebb gyermeke. Anyja Pentti Saarikoski (1937–1983) írónak a huga. Apja, Károly magyar születésű csellista, akinek az apja, Garam Lajos evangélikus lelkész és tanár volt Egerben. Károly testvérét szintén Lajosnak hívják, ő hegedűs. Sami Garam felesége Päivi, aki textiltervező. Három gyerekük van.

## Könyvei
- Rotsi on mut byysat puuttuu, 2000
- Snögeli ja seittemän snadii starbuu, WSOY 2001
- Jörde-Juge, 2001
- Stadilainen tsöge, WSOY 2002
- Allu Stemun Seittemän broidii, WSOY 2003
- Daijuilastooreja, WSOY 2004

## Külső hivatkozások
1. ↑  Česko-Slovenská filmová databáze (cseh nyelven), 2001
2. ↑  HírExtra. [2008. október 2-i dátummal az eredetiből archiválva]. (Hozzáférés: 2008. június 26.)
3. ↑  Finn karácsony Budapesten
4. ↑  Nem úgy az unokatestvére, Virva Garam (sz. 1980), aki még egészen jól beszél magyarul, tanult is Budapesten. Találkoztam vele Helsinkiben. Ő mesélt nekem a családjáról.